# エグロフシュタイン
エグロフシュタイン (ドイツ語: Egloffstein)は、ドイツ連邦共和国バイエルン州オーバーフランケン行政管区のフォルヒハイム郡に属する市場町で、フレンキシェ・シュヴァイツ内に位置する。

## 地理

### 位置
この町は、トルバッハ渓谷に位置する、州内でも知られた保養地である。下流の高台の上には同名の城が建っている。

### 自治体の構成
この町は、公式には16の地区 (Ort) からなる。このうち孤立農場などを除く集落を以下に列記する。
| - アッファルタータール - エプフェルバッハ - ビーバーバッハ - エグロフシュタイン - エグロフシュタイナーヒュル | - ハンマービュール - フンツボーデン - フンツハウプテン - シュレーエンミューレ - シュヴァインタール |  |

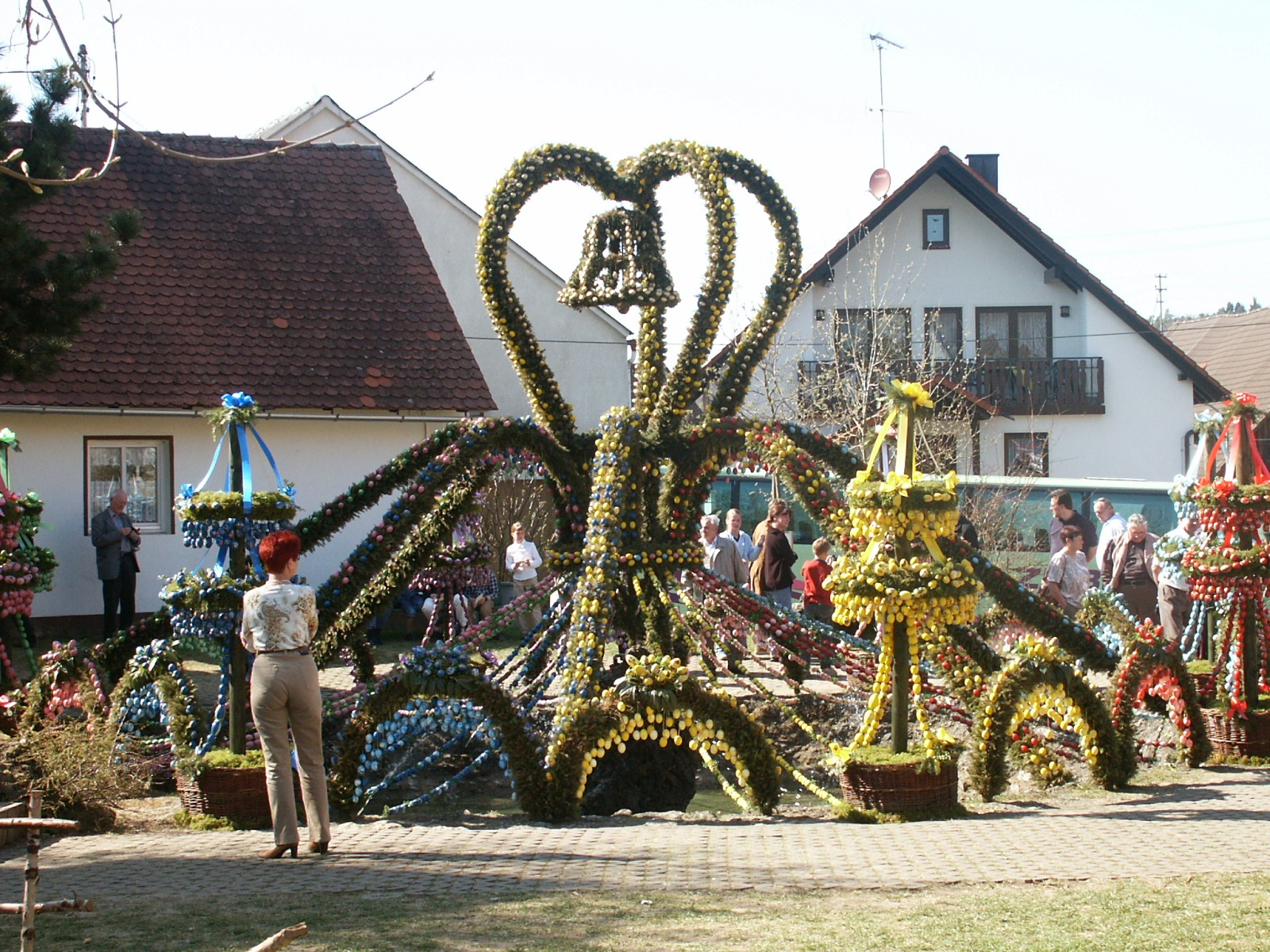
ビーバーバッハの復活祭の泉（2003年）

アッファルタータールは、バイエルンで最も古い、教会のトロンボーン・アンサンブルの発祥地である（1892年パストール・クーロによって創設された）。
ビーバーバッハは、大がかりな復活祭の泉で、特に有名であった。2005年に「世界最大の復活祭の泉」の称号をズルツバッハ＝ローゼンベルクに明け渡した。
フンツハウプテンは、ワイルドパーク動物園とフンツハウプテン城で知られる。

## 歴史

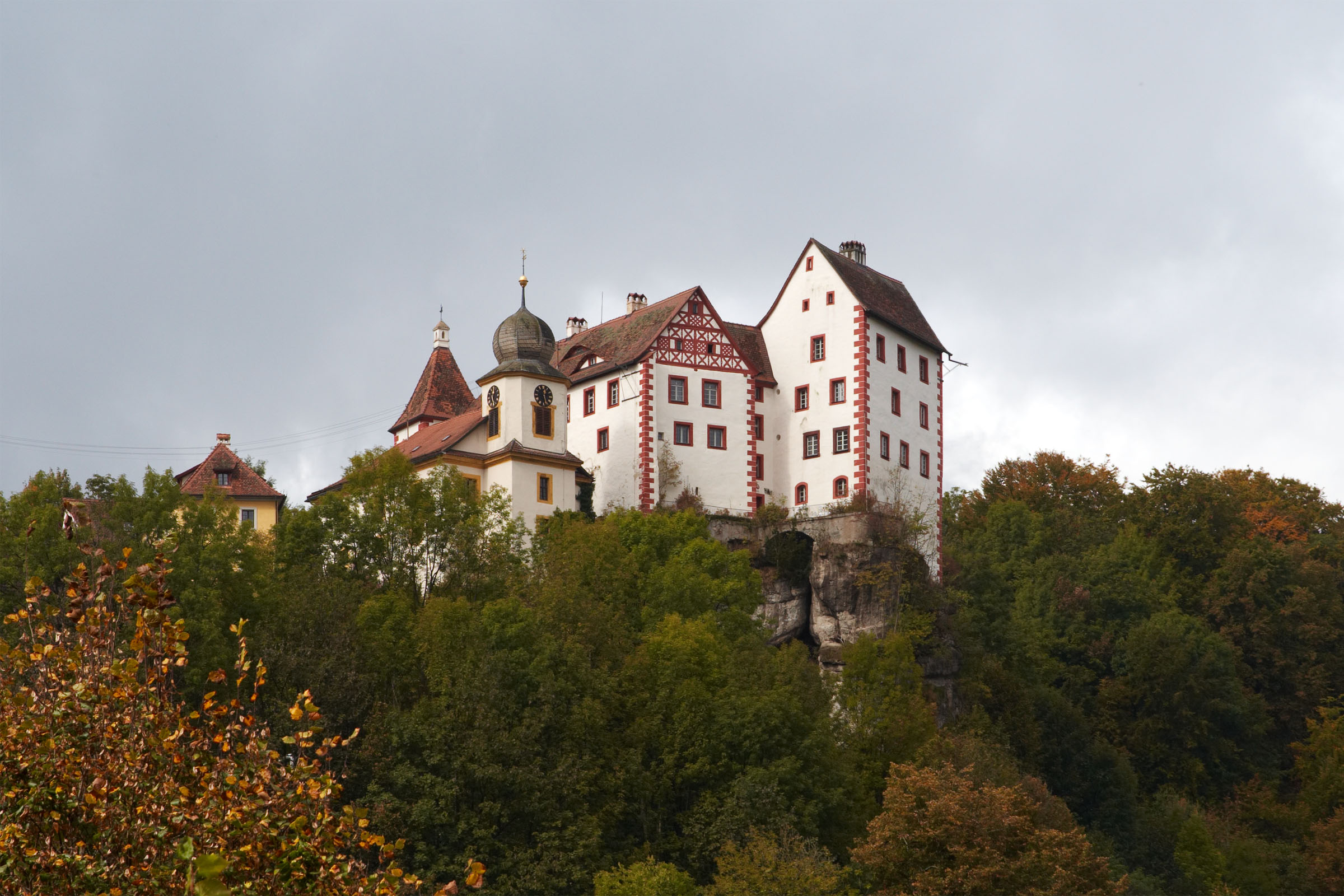
エグロフシュタイン城

1190年にはすでに、エグロフシュタイン城は、この城の領主で後のエグロフシュタイン家の重要な所領となっていた。この一門は、バンベルクの家士で、1180年頃に現れ、今日に至るまでこの町に定住している。1509年、この城は、バンベルク司教のレーエンとなったが、現在もその所有者であるエグロフシュタイン家の所有に留まった。バイエルンの世俗化によりこの町はバイエルン領となった。1959年エグロフシュタインは市場町に昇格した。

## 行政

### 首長
- 1976年 - 2008年: クリスティアン・マイアー
- 2008年 - : シュテファン・フェルチュ

### 議会
エグロフシュタインは、第1、第2、両首長を含む14議席から構成される。

### 紋章
図柄：黒地に、赤い舌を出した、銀の熊の頭。(de:Bild:WappenEgloffstein.jpg)
紋章の歴史：この町は、エグロフシュタイン家の紋章を、色を反転させて用いている。
この紋章は、1956年に町議会の決議と内務省の同意を経て採用された。アッファルタータールとフンツハウプテンは、かつて独自の紋章を持っていた。

## レクリエーション、スポーツ施設
- エグロフシュタイン: 屋外プール、体育館とスポーツジム、運動公園、クナイプ式水浴施設、児童公園、クライミング斜面。
- アッファルタータール: 多目的ホール、弓場、展望台、クライミング斜面、ノルディックウォーキング施設
- ビーバーバッハ: 運動公園
- フンツボーデン: 弓場
- フンツハウプテン: ワイルドパーク動物園
- シュレーエンミューレ: ミニゴルフ場

## 引用
1. ↑  https://www.statistikdaten.bayern.de/genesis/online?operation=result&code=12411-003r&leerzeilen=false&language=de Genesis-Online-Datenbank des Bayerischen Landesamtes für Statistik Tabelle 12411-003r Fortschreibung des Bevölkerungsstandes: Gemeinden, Stichtag (Einwohnerzahlen auf Grundlage des Zensus 2011)
2. ↑  Bayerische Landesbibliothek Online